# رود لندن
«رود لندن» (انگلیسی: London River) یک فیلم به کارگردانی رشید بوشارب است که در سال ۲۰۰۹ منتشر شد. از بازیگران آن می‌توان به برندا بلتین اشاره کرد.